# Cotorra (Córdoba)
Cotorra es un municipio colombiano situado en el norte del país, Cotorra se encuentra en el departamento de Córdoba, situado a 35 km de Montería,  Limita al norte y noroeste con Lorica, al sur y el oeste con San Pelayo y por el noroeste con Chimá.
Reconocido por sus fiestas de corralejas.

## Límites
Límite a norte y occidente con Lorica; al sur San Pelayo; al oriente con San Pelayo y Chimá.

## División Político-Administrativa
Además de su Cabecera municipal. Cotorra tiene bajo su jurisdicción los siguientes Centros poblados:
- Abrojal
- Caimán
- El Binde
- La Culebra
- Las Arepas
- Los Cedros
- Moralito
- Paso de Las Flores
- Pueblo Nuevo
- San José
- San Pablo
- Trementino
- Villa Nueva

## Geografía
El relieve está constituido por suelo de formación flubio- la custe del complejo lagunal de la ciénaga grande dedicado a la agricultura y la ganadería. El río Sinú cruza tangencialmente su territorio occidental en una extensión de 3.5 Kilómetros. Se destacan, en parte hidrográfica el caño bugre; las ciénagas la mojarra y el limón, y un buen número de pantanos y humedales.

### Clima
El clima es tropical lluvioso y la temperatura es de 36 °C. En cotorra hay dos épocas climáticas: la del invierno, que de los meses de mayo a octubre y la de verano que va de los meses de noviembre a abril.

### Extensión
Posee un área de 89.65 kilómetros cuadrados, constituyéndose en el municipio cordobés con menor extensión superficial. 

## Historia
El Municipio de Cotorra tiene un historial cultural que data del siglo XIX; en efecto el Caserío Cotorra nació como un asentamiento de paso y la versión generalizada y de aceptación popular es la que sostiene que en el sitio donde fue edificada la población, pernoctaban los arrieros de ganado procedentes de Chimá y Arache con destino al puerto de Carrillo sobre el río Sinú. Los vaqueros cansados después de una jornada diaria extenuante avistaban en la lejanía el perfil de las copas de los árboles y apuraban el paso de las reses para llegar, lo más pronto, al sitio de “Las Cotorras”; el mayor deleite era escuchar el canto de cientos de cotorras que llegaban en bandadas a dormir y a anidar en la trama de los árboles milenarios. 
Según versiones del señor Javier Espitia cuenta que a finales del siglo XIX ya existían varias casas que conformaban dos sectores; los bajeros que hoy corresponde al barrio San Roque y los Arribanos que corresponde a los Barrios El Carmen y El Bongo; entonces el caserío se fundó alrededor del año 1900 por los señores Eugenio Sánchez y José Manuel Bolaños; el caserío pertenecía al territorio del Municipio de Lorica. Dice don Javier Espitia que a principios del siglo XX la autoridad en el caserío estaba representada por los Cabos de Justicia; hasta cuando el 11 de noviembre de 1928 fue elevado a la categoría de Corregimiento del Municipio de Santa Cruz de Lorica. 
El caserío fue creciendo como también sus problemas en materia de Desarrollo Social y en consecuencia los personajes importantes de la cabecera Corregimental, pensando en futuro, crearon un Comité pro Municipio de Cotorra. Este comité era presidido por la Doctora Nelfi Narváez Espitia; como Vicepresidente fue elegido el Señor Jesús Rodiño; como Secretario el Señor Luis Alfredo Hoyos; Tesorera Sixta Luz Romero y varios vocales entre los cuales se encontraban el Exalcalde Mario Nisperuza Moreno y el Exalcalde Martín Emilio Jalal Agamez, entre otros. A instancias y aprovechando la coyuntura política del momento, el Honorable Diputado Doctor Adolfo Jalal Agamez presentó a la Asamblea Departamental de Córdoba el correspondiente proyecto; y felizmente el 18 de abril de 1997 fue erigido Municipio mediante la Ordenanza N.º 003 de 1997 de la Asamblea Departamental de Córdoba.

## Eventos de interés
- Corralejas
- Reinado cultural y artístico de las corralejas
- Festival y Reinado del Arroz Colorado
- Fiestas Culturales del 11 de Noviembre (El Bongo Cotorra)

## Servicios públicos
- Energía Eléctrica: Afinia, del grupo EPM, es la empresa prestadora del servicio de energía eléctrica.
- Gas Natural: Surtigas es la empresa distribuidora y comercializadora de gas natural en el municipio.